# Раболово
Ра́болово (фин. Rapala) — деревня в Гатчинском муниципальном округе Ленинградской области.

## История
В 1784 году усадьбу Раболово, которая представляла собой «мызу с садом и строениями», приобрела Наталья Григорьевна Старова (урождённая Демидова) — супруга архитектора Ивана Егорьевича Старова. Господский дом располагался на восточной границе участка.
Деревня являлась вотчиной императора Александра I из которой в 1806—1807 годах были выставлены ратники Императорского батальона милиции.
Деревня Раболова из 5 дворов и смежная с ней мыза «Колодези помещика Старова» упоминаются на «Топографической карте окрестностей Санкт-Петербурга» Ф. Ф. Шуберта 1831 года.

ГОЛЯТИЦЫ (и Колодицы) — мыза и деревня принадлежат наследникам господ Старовых, число жителей по ревизии: 60 м. п., 62 ж. п. (1838 год)

Согласно карте Ф. Ф. Шуберта 1844 года деревня называлась Раполова.
В 1849 году внук архитектора Василий Петрович продал усадьбу члену Вольного экономического общества Н. И. Пейкеру.
В пояснительном тексте к этнографической карте Санкт-Петербургской губернии П. И. Кёппена 1849 года она записана как деревня Rapala (Rappula, Раполова) и указано количество проживающих в ней савакотов на 1848 год: 13 м. п., 12 ж. п., всего 25 человек.
Согласно 9-й ревизии 1850 года мыза и деревня Колодицы принадлежали наследникам Елены Степановны Старовой.

РАБОЛОВА — деревня господина Пейкера, по просёлочной дороге, число дворов — 9, число душ — 23 м. п. (1856 год)

Согласно «Топографической карте частей Санкт-Петербургской и Выборгской губерний» в 1860 году деревня называлась Раполова и насчитывала 9 крестьянских дворов, смежно с ней располагалась мыза Колодези.

РАБОЛОВО (ГЛЯТИЦЫ, РАПАЛА) — мыза владельческая при пруде, число дворов — 8, число жителей: 19 м. п., 19 ж. п. (1862 год)

В 1881 году в деревне открылась школа. Учителем в ней работала «мадемуазель Лебедева».
В 1882—1884 году временнообязанные крестьяне деревни выкупили свои земельные наделы у Н. И. Пейкера и стали собственниками земли.

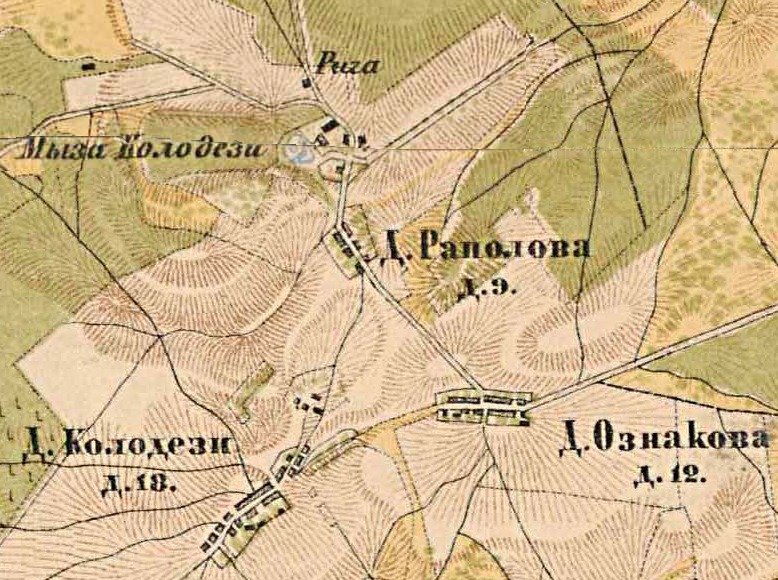
План деревни Раболово. 1885 год

В 1885 году деревня Раполова насчитывала 9 дворов.
В конце XIX века деревня административно относилась к Губаницкой волости 1-го стана Петергофского уезда Санкт-Петербургской губернии, в начале XX века — 2-го стана. Бо́льшую часть населения деревни составляли православные финны.
К 1913 году количество дворов уменьшилось до 5.
В настоящее время от усадьбы остались только развалины, надомные постройки, вязы и пруды.
С 1917 по 1923 год деревня Раболово входила в состав Ознаковского сельсовета Губаницкой волости Петергофского уезда.
С 1923 года в составе Венгисаровской волости Гатчинского уезда.
С 1924 года в составе Ондровского сельсовета Венгисаровской волости.
С 1926 года в составе Ознаковского сельсовета. Согласно данным переписи населения СССР 1926 года в деревне Раболово Ознаковского сельсовета Венгисаровской волости Троцкого уезда проживали 59 человек — русские и финны.
С 1927 года в составе Волосовского района.
С 1928 года в составе Смольковского сельсовета. В 1928 году население деревни Раболово также составляло 59 человек.

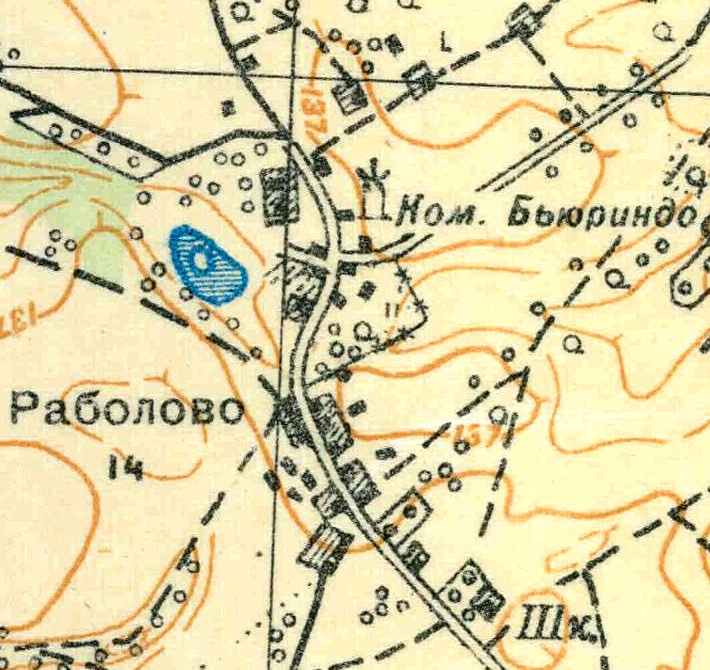
План деревни Раболово. 1931 год

Согласно топографической карте 1931 года деревня насчитывала 14 дворов. В деревне была организована коммуна «Бьюриндо» (Пюринде). На южной окраине деревни находилась школа.
Согласно административным данным 1933 года деревня называлась Рабболово и входила в состав Смольковского сельсовета Волосовского района.
C 1 августа 1941 года по 31 декабря 1943 года деревня находилась в оккупации.
В 1958 году население деревни Раболово составляло 146 человек.
С 1959 года, составе Елизаветинского сельсовета Гатчинского района.
По данным 1966, 1973 и 1990 годов деревня называлась Раболово и также входила в состав Елизаветинского сельсовета.
В 1997 году в деревне проживали 45 человек, в 2002 году — 39 человек (русские — 82%), в 2007 году — также 39.

## География
Деревня расположена в северо-западной части района, в северной части Елизаветинского сельского поселения на автодороге 41К-219 (Елизаветино — Фьюнатово).
Расстояние до административного центра поселения, посёлка Елизаветино — 8 км.
Расстояние до ближайшей железнодорожной станции Елизаветино — 8 км.

## Демография
| 1862 | 2007 | 2010 | 2017 |
| ---- | ---- | ---- | ---- |
| 38   | ↗39  | ↗63  | ↗131 |

### Национальный состав
Согласно данным Всероссийской переписи населения 2021 года в деревне проживали 177 человек, из них:
 русские — 166, остальные национальность не указали.

## Достопримечательности
- В деревне Раболово располагается братская могила советских войнов, погибших в войне с фашистами[31].
- Близ деревни находится курганно-жальничный могильник XI—XIV веков[32].

## Транспорт
Раболово расположено на автомобильной дороге местного значения 41К-219 (Елизаветино — Фьюнатово). К востоку от Раболова проходит федеральная автодорога А120 (Санкт-Петербургское южное полукольцо).
Ближайшая железнодорожная станция — Елизаветино, расположена к югу от Раболово.
Раболово является конечным пунктом следования автобусного маршрута № 530, который связывает деревню с Елизаветино и Гатчиной. Автобусное сообщение в Раболово появилось во второй половине 1990-х годов.

## Улицы
Звёздная, Звёздный переулок, Солнечная.